# Серпень 2019
Серпень 2019 — перший місяць 2019 року, що розпочався в четвер 1 серпня та закінчився в суботу 31 серпня.

## Події
- 1 серпня
  - В Україні у першому півріччі 2019 року встановили вітроелектростанції потужністю 262 МВт; держава увійшла до топ-5 країн за кількістю встановлених нових вітроелектростанцій на суші.[1]
- 2 серпня
  - Припинив дію Договір про ліквідацію ракет середньої та малої дальності, укладений 1989 року між США та СРСР[2].
  - У Німеччині вилучили найбільшу в історії партію кокаїну вагою 4,5 т, що оцінюється в 1 мільярд євро[3].
  - Український паралімпійський плавець Олег Іваненко, перепливши протоку Ла-Манш, подолавши рекордну відстань (62 км) для осіб з інвалідністю за 18 годин[4].
- 3 серпня
  - У Москві під час несанкціонованої акції за вільні вибори до Московської міської думи затримано понад тисячу людей[5].
- 4 серпня
  - Французький винахідник Френкі Запата перелетів протоку Ла-Манш на флайборд-айр за 22 хвилини[6].
  - В Україні відзначають День Повітряних сил Збройних сил України.[7]
- 5 серпня
  - Індія скасувала особливий статус Кашміру та привела армію в бойову готовність[8].
  - У Красноярському краї неподалік міста Ачинськ пролунали потужні вибухи на складах з боєприпасами, в довколишніх населених пунктах здійснено евакуацію[9].
- 6 серпня
  - Український транспортний літак гуманітарної місії, який перебував на розвантаженні в аеропорту міста Місрата в Лівії, був обстріляний ракетами[10]
- 6 серпня
  - Чемпіонат Європи зі стрибків у воду 2019: Вікторія Кесар в дуеті Станіславом Оліферчиком здобули золото на 3-му трампліні[11], а Софія Лискун перемогла у стрибках з 10-метрової вишки[12].
- 7 серпня
  - З російської колонії звільнили українського політв'язня Олександра Стешенка[13]
  - Президент України Володимир Зеленський підписав закон про ратифікацію угоди про зону вільної торгівлі між Україною та Ізраїлем.[14]
  - Компанія Google випустила святковий дудл присвячений видатному українському письменнику Пантелеймону Кулішу, якому виповнилося б 200 років.[15]
- 8 серпня
  - Корабель НАТО, есмінець Військово-морських сил США USS Porter пройшов увійшов у Чорне море[16]
  - Експрезидента Киргизстану Алмазбека Атамбаєва затримано під час штурму його резиденції у селі Кой-Таш.[17][18]
- 9 серпня
  - У Рейханлинском районі Хатая (Туреччина) сталась серія вибухів на складі військової техніки.[19][20]
- 10 серпня
  - На Філіппіни, Тайвань та схід Китаю обрушився тайфун «Лекіма», жертвами стали понад 80 осіб, сотні тисяч людей переселено[21].
  - На мітинг у Москві проти недопуску кандидатів на вибори в Мосгордуму понад 28 тис. осіб, затримано понад 100 осіб.[22][23]
  - У ДТП на трасі Київ-Харків загинула відома українська балерина Світлана Ісакова[24]
  - Президент Російської Федерації Володимир Путін відвідав окупований Крим, МЗС України висловило протест[25]
- 11 серпня
  - На Чемпіонаті Європи зі стрибків у воду, що проходили в Києві, найбільшу кількість нагород — 12 отримали спортсмени з Росії, на другому місці — спортсмени з України (7 медалей). 13-річний українець Олексій Середа став наймолодшим переможцем у таких змаганнях.[26]
  - На одному з Канарських островів Гран-Канарія горить близько тисячі гектарів лісових масивів, проведена масова евакуація.[27].
- 12 серпня
  - Співробітники NASA отримали перші дані (більше 20 ГБ) від космічного зонда Parker Solar Probe, який вивчає Сонце[28].
- 13 серпня
  - У Києві зафіксовано наймасштабніший спалах кору за всі роки незалежності[29].
- 14 серпня
  - Суд Люксембургу виніс рішення про визнання і приведення у виконання арбітражного рішення Стокгольмського арбітражу на суму 2,6 млрд доларів в суперечці «Нафтогазу» з «Газпромом»[30].
  - Унаслідок тайфуну Лекіма, що вирував над КНР, Філіппінами, Тайванем й островами Рюкю, загинуло щонайменше 80 осіб[31]
  - Українська автокефальна православна церква офіційно припинила існування, запис припинення релігійної організації внесений в Єдиний державний реєстр юридичних осіб[32].
  - Ліверпуль переміг Челсі та став володарем Суперкубку УЄФА 2019[33].
- 15 серпня
  - У результаті зіткнення[en] літака Airbus A321 із птахами під час зльоту у Москві, літак здійснив аварійну посадку на полі неподалік. Усі 233 пасажири вижили.[34].
  - Українська вчена Ольга Дудченко увійшла до рейтингу найкращих інноваторів за версією журналу «MIT Technology Review» за участь у розробці ДНК-зоопарку[35][36][37].
- 17 серпня
  - В Одесі у готелі «Токіо-Стар» у результаті пожежі загинуло 9 людей[38].
  - У результаті теракту[en] у Кабулі під час весілля загинуло 63 людини, ще понад 180 отримали поранення[39].
- 26 серпня
  - У французькому Біарріці протягом 24-26 серпня відбувся 45-й саміт G7[40].
  - Дар'я Білодід виграла Чемпіонат світу з дзюдо 2019 і стала наймолодшою дворазовою чемпіонкою світу з цього виду спорту[41].
  - У ході протестів у Папуа між папуасами та владою, загинуло щонайменше 6 людей[42].
- 28 серпня
  - Лауреатом премії імені Василя Стуса став Влад Троїцький[43][44].
  - НЕК «Укренерго» повідомила Російську Федерацію про передачу до арбітражного суду вимог в спорі щодо незаконного захоплення своїх інфраструктурних об'єктів на території Криму.[45]
  - У м. Дрогобич (Львівська область) в результаті обвалу у чотириповерховому будинку загинуло 8 людей[46].
  - Українська спортсменка Дар'я Білодід вдруге перемогла на чемпіонаті світу з дзюдо в Токіо[47]
- 29 серпня
  - Відбулося перше засідання Верховної Ради України IX скликання. Головою Ради обрано Дмитра Разумкова, Прем'єр-Міністром — Олексія Гончарука[48], главою СБУ — Івана Баканова[49].
  - У Вільногірську (Дніпропетровська обл.) введена в експлуатацію сонячна електростанція, яка буде використовувати новаторську технологію двофазних сонячних панелей у поєднанні з сучасною системою сонячного відстеження[50].
  - Громадянська війна в Ємені: повстанці взяли контроль над містами Аден та Занзібар[51].
- 30 серпня
  - Дослідники з зовнішньої служби безпеки Google виявили операцію по зламу iPhone, жертвами якої стали тисячі користувачів.[52]
- 31 серпня
  - В аеропорту «Київ» відкрили пам'ятник Ігорю Сікорському[53].
  - Пілот команди BWT Arden Антуан Юбер загинув під час перегонів «Формули-2» на трасі Спа-Франкоршам у Бельгії.[54][55].
  - Україна, Польща і США підписали меморандум про тристороннє співробітництво в сфері енергетики[56].
  - Секретаріат штаб-квартири НАТО з консультацій, командування та управління (СЗВ) включив Україну до переліку держав, які використовують програмне забезпечення LOGFAS.[57].
  - Василь Ломаченко переміг британця Люка Кемпбелла та захистив титули чемпіона світу за версіями WBA, WBO і The Ring у легкій вазі, а також виграв вакантний титул чемпіона WBC в легкій вазі[58].